# Tetramorium punicum
Tetramorium punicum är en myrart som först beskrevs av Smith 1861.  Tetramorium punicum ingår i släktet Tetramorium och familjen myror.

## Underarter
Arten delas in i följande underarter:
- T. p. cyrenaicum
- T. p. punicum